# Wimmerella longitubus
Wimmerella longitubus là loài thực vật có hoa trong họ Hoa chuông. Loài này được (E.Wimm.) Serra, M.B.Crespo & Lammers miêu tả khoa học đầu tiên năm 1999.